# 11-я армия (СССР)
11-я армия (11 А), оперативное войсковое объединение (общевойсковая армия) в составе Вооружённых сил СССР во время Великой Отечественной войны.

## История

### Формирование
Управление 11-й армии было сформировано 7 сентября 1939 года на базе Минской армейской оперативной группы Белорусского особого военного округа, в свою очередь сформированной 15 января 1939 года.

### До Великой Отечественной войны
Участвовала в Польском походе Красной Армии в Западную Белоруссию.
В 1940 году включена в состав Прибалтийского военного округа (с 17 августа 1940 года — Прибалтийский особый военный округ).

### 1941 год
В составе действующей армии во время Великой Отечественной войны с 22 июня 1941 года по 2 апреля 1943 года и с 12 июля 1943 года по 31 декабря 1943 года.
Прибалтийская стратегическая оборонительная операция (1941)
Приграничное сражение в Литве и Латвии (1941)
В соответствии с планом прикрытия государственной границы, 11-я армия занимала район прикрытия № 3 по государственной границе от реки Неман до Капчямиестис в границах: справа Дотнува, исключая Средники, река Неман до Юрбурга, исключая Инстербург; слева исключая Ошмяны, исключая Друскининкай, Тройбург, исключая Летцен; с тыла — Ионава, Ораны.
Другими словами войска, входящие в состав армии должны были прикрывать границу с Восточной Пруссией и Польшей (на тот момент генерал-губернаторством) расположившись на участке от Немана на севере, где в районе Юрбурга полоса армии примыкала к полосе 8-й армии до самой восточной точки так называемого сувалкийского выступа на юге, от которого левый фланг армии проходил на восток по линии Друскининкай-Ошмяны, соседствуя с полосой обороны Западного особого военного округа. Управление армии дислоцировалось в Каунасе.
На 22 июня 1941 года войска армии в своей основной массе находились в процессе выдвижения к границе. Непосредственно перед войсками армии оборону занимали пограничные части 107-го пограничного отряда и сапёрные части на строительстве укреплений. К началу войны с севера на юг оборону успели занять: 2 батальона и один стрелковый полк 5-й стрелковой дивизии от Немана и южнее, западнее Лукше, 3 стрелковых батальона и разведывательный батальон 33-й стрелковой дивизии западнее Пильвишки, 4 батальона 188-й стрелковой дивизии (все в составе 16-го стрелкового корпуса), 3 батальона 126-й стрелковой дивизии, 1 батальон и 1 полк 128-й стрелковой дивизии и 2 батальона 23-й стрелковой дивизии (все в армейском подчинении). Против войск армии действовали 10-й, 28-й, 2-й, 6-й и 5-й армейские корпуса, 39-й и 57-й моторизованные корпуса. Таким образом, в полосе армии наносили удар смежные южный фланг группы армий «Север» и северный фланг группы армий «Центр».
Преимущество немецких войск, особенно в полосах главных ударов было подавляющим. Главный удар в полосе армии был нанесён на её левом фланге, где части 3-й танковой группы 22 июня 1941 года нанесли мощный удар в общем направлении на Алитус-Вильнюс, который немедленно смял и пограничные части, и немногие успевшие развернуться на границе части армии из состава 126-й стрелковой дивизии, 128-й стрелковой дивизии и 23-й стрелковой дивизии. Севернее 2-й армейский корпус наносил удар с юго-запада и с юга выходил к Каунасу, смяв части 188-й стрелковой дивизии. 5-я и 33-я стрелковые дивизии оказались в промежутке между частями 2-го армейского корпуса и частями 16-й полевой армии, наносившей удар в полосе советской 8-й армии, и сравнительно организованно смогли отойти на восток под давлением с фронта немецких частей. Таким образом в первый же день войны 11-я армия была с севера отсечена от частей 8-й армии, с юга отсечена от частей Западного фронта (тем самым оказался отсечён от Западного фронта Северо-Западный фронт), да ещё и рассечена надвое ударом на Каунас.
Части 3-й танковой группы уже к середине дня 22 июня 1941 года вышли к Алитус. Разрозненные подходившие к границе советские части не могли оказать какого-либо сопротивления и уничтожались следовавшими за моторизованными частями немецкими пехотными соединениями. Нередко наблюдалась следующая картина: по дорогам следовали немецкие танки, а рядом по полям отступали в том же направлении советские подразделения. 3-й механизированный корпус — мощное танковое соединение армии — на 22 июня 1941 года как единая организационная единица практически не существовал, и перед Алитусом немецкие войска (7-я танковая дивизия и 20-я танковая дивизия) встретила лишь не успевшая занять боевой порядок 5-я танковая дивизия. Немецкие части с ходу захватили две переправы через Неман в Алитусе и ещё одну южнее, в Меркине. Бои в Алитусе велись весь день, но это не могло сдержать немецкие войска и они устремились на Вильнюс, предварительно утром 23 июня 1941 года практически уничтожив 5-ю танковую дивизию.
Немецкие части, наступавшие на Каунас уже к вечеру 22 июня 1941 года были в 60 километрах южнее города и не прекращали движение.
Все дезорганизованные остатки армии отходили на Каунас, Вильнюс, частью в смежные районы Белоруссии.
24 июня 1941 года немецкие части взяли Вильнюс и Каунас и после этого о каких-то организованных действиях армии говорить не приходится вообще. Более того, с ней отсутствовала связь: командование фронтом решило, что штаб армии попал в плен (по-видимому настолько нереальными казались его донесения) и с 24 июня 1941 года прекратило всякую связь со штабом армии.. 
 Разрозненные остатки соединений армии пытались найти выход, однако оставался всего один путь — на восток в общем направлении на Полоцк. Армия была обнаружена только 30 июня 1941 года.
Из телеграммы Начальника Генерального штаба Г. К. Жукова:
 «В районе станций Довгилмишки, Колтыняны, леса западнее Свенцяны найдена 11-я армия Северо-Западного фронта, отходящая из района Каунас. Армия не имеет горючего, снарядов, продфуража. Армия не знает обстановки и что ей делать. Ставка Главного Командования приказала под вашу личную ответственность немедленно организовать вывод этой армии из района Свенцяны в район севернее Двины…».
На тот момент армия потеряла до 75 % боевой техники и около 60 % личного состава.
Остатки армии, включая штаб, вышли к своим в районе Полоцка в начале июля 1941 года и к 9 июля 1941 года управление было переброшено в район Пскова, где получило под командование другие части. На этом участие армии в обороне Прибалтики было завершено.
Ленинградская стратегическая оборонительная операция (1941)
В июле 1941 года вышедшая из оперативного окружения 11-я армия приняла войска в районе Дно: она объединила под своим командованием войска 22-го и 24-го стрелковых корпусов и 1-го механизированного корпуса.
Кингисеппско-Лужская фронтовая оборонительная операция (1941)
Контрудары по группировке противника в районах Сольцы, Порхов, Новоржев (1941)
Контрудары по группировкам противника в районах Старая Русса и Холм (1941)
Демянская фронтовая оборонительная операция (1941)

### 1942 год
Демянская наступательная операция (1942)

### 1943 год
Демянская наступательная операция (1943)
Старорусская операция в марте 1943.
В начале апреля 1943 года управление армии выведено в резерв Ставки ВГК под Тулу, войска переданы 68-й армии. 30 июля 1943 года передана в подчинение командующего войсками Брянского фронта. 
Орловская стратегическая наступательная операция (1943)
Болховско-Орловская фронтовая наступательная операция (1943)
Брянская наступательная операция (1943)
23 октября 1943 года передана в подчинение командующего войсками Белорусского фронта (генерал армии К. К. Рокоссовский).
Гомельско-Речицкая наступательная операция (1943)

## Расформирование
Войска армии 18-20 декабря 1943 года были переданы в состав 48-й и 63-й армий, её полевое управление выведено в резерв фронта и расформировано.

## Командование

### Командующие
- Морозов Василий Иванович (26.07.1940 - 18.11.1942),
- Курочкин Павел Алексеевич (18.11.1942 - 15.03.1943),
- Лопатин Антон Иванович (15.03 - 14.07.1943),
- Федюнинский Иван Иванович (14.07 - 23.12.1943).

### Члены Военного совета
- Зуев Иван Васильевич (22.03 - 13.12.1941),
- Пронин Алексей Михайлович (23 - 28.12.1941),
- Колонин Семён Ефимович (28.12.1941 - 3.07.1942),
- Иванченко Захарий Фёдорович (3.07 - 11.08.1942),
- Панков Сергей Иванович (15.08.1942 -  23.12.1943),
- Прудников Фёдор Кондратьевич (22.02 - 31.12.1943).

### Начальники штаба
- Шлемин Иван Тимофеевич (07.1940 - 20.05.1942),
- Шмыго Иван Степанович (22.05 - 31.12.1942),
- Корнеев Николай Васильевич (31.12.1942 - 20.12.1943).

### Начальники АБТО армии, заместитель командующего армии по т/в, командующиe БТ и МВ
- 10.08.1940 - 05.09.1941 Катенин, Геннадий Михайлович, полковник
- 05.09.1941 - 24.09.1941 Кукушкин, Александр Васильевич, полковник
- 03.03.1942 - 25.05.1942 Дурнев, Сергей Алексеевич, подполковник
- 00.05.1942 - 21.11.1942 Катенин, Геннадий Михайлович, полковник
- 24.11.1942 - 14.01.1943, ид	Кукушкин, Дмитрий Владимирович, генерал-майор т/в
- 00.01.1943 -	Пшенецкий, Иван Васильевич, подполковник
- 00.06.1943 - 00.06.1943, ид Бараусов, Сергей Сергеевич, полковник
- 00.06.1943 - 00.02.1944 ?	Бараусов, Сергей Сергеевич, полковник
- на 12.43, ио	Физин, Пётр Алексеевич, подполковник

### Начальник управления тыла
- 00.05.1942 - 00.02.1944 Сакович Антон Наумович, полковник (с 16.10.1943 года генерал-майор и/с)

## Боевой состав

### Перечень соединений и воинских частей, входивших в состав армии
В разное время в состав армии входили:

#### Стрелковые и кавалерийские соединения
| Корпуса - 12-й гвардейский стрелковый корпус - 16-й стрелковый корпус - 22-й стрелковый корпус - 24-й стрелковый корпус - 25-й стрелковый корпус - 29-й стрелковый корпус - 41-й стрелковый корпус - 46-й стрелковый корпус - 53-й стрелковый корпус Дивизии - 22-я гвардейская стрелковая дивизия - 28-я гвардейская стрелковая дивизия - 43-я гвардейская стрелковая дивизия - 77-я гвардейская стрелковая дивизия - 80-я гвардейская стрелковая дивизия - 4-я стрелковая дивизия - 5-я стрелковая дивизия - 23-я стрелковая дивизия - 26-я стрелковая дивизия - 33-я стрелковая дивизия - 50-я стрелковая дивизия - 55-я стрелковая дивизия - 70-я стрелковая дивизия - 84-я стрелковая дивизия - 90-я стрелковая дивизия - 96-я стрелковая дивизия - 111-я стрелковая дивизия - 118-я стрелковая дивизия - 126-я стрелковая дивизия - 128-я стрелковая дивизия - 135-я стрелковая дивизия | - 163-я стрелковая дивизия - 170-я стрелковая дивизия - 179-я стрелковая дивизия - 180-я стрелковая дивизия - 181-я стрелковая дивизия - 182-я стрелковая дивизия - 183-я стрелковая дивизия - 184-я стрелковая дивизия - 186-я стрелковая дивизия - 188-я стрелковая дивизия - 197-я стрелковая дивизия - 200-я стрелковая дивизия - 202-я стрелковая дивизия - 217-я стрелковая дивизия - 235-я стрелковая дивизия - 237-я стрелковая дивизия - 238-я стрелковая дивизия - 253-я стрелковая дивизия - 254-я стрелковая дивизия - 260-я стрелковая дивизия - 273-я стрелковая дивизия - 282-я стрелковая дивизия - 308-я стрелковая дивизия - 323-я стрелковая дивизия - 369-я стрелковая дивизия - 370-я стрелковая дивизия - 384-я стрелковая дивизия Бригады - 15-я стрелковая бригада - 20-я стрелковая бригада - 40-я отдельная лыжная бригада - 46-я стрелковая бригада - 50-я стрелковая бригада - 52-я стрелковая бригада - 56-я стрелковая бригада - 62-я морская стрелковая бригада - 74-я морская стрелковая бригада - 84-я морская стрелковая бригада | - 87-я стрелковая бригада - 116-я стрелковая бригада - 126-я стрелковая бригада - 127-я стрелковая бригада - 133-я стрелковая бригада - 144-я стрелковая бригада - 145-я стрелковая бригада - 147-я стрелковая бригада - 151-я стрелковая бригада - 157-я стрелковая бригада - 161-я стрелковая бригада Иные отдельные формирования - 21-й мотострелковый полк - 28-й мотострелковый полк - 25-й отдельный лыжный батальон - 26-й отдельный лыжный батальон - 27-й отдельный лыжный батальон - 28-й отдельный лыжный батальон - 29-й отдельный лыжный батальон - 30-й отдельный лыжный батальон - 31-й отдельный лыжный батальон - 32-й отдельный лыжный батальон - 70-й отдельный лыжный батальон - 71-й отдельный лыжный батальон - 234-й отдельный лыжный батальон - 248-й отдельный лыжный батальон - 240-й отдельный лыжный батальон - 271-й отдельный лыжный батальон - 272-й отдельный лыжный батальон - 333-й отдельный пулемётно-артиллерийский батальон - 359-й отдельный пулемётно-артиллерийский батальон Укреплённые районы - 42-й укреплённый район - 45-й укреплённый район - 46-й укреплённый район - 90-й укреплённый район |

#### Артиллерийские и миномётные соединения
| - Дивизии (с входящими формированиями) - 5-я гвардейская миномётная дивизия реактивной артиллерии - 16-я гвардейская миномётная бригада реактивной артиллерии - 22-я гвардейская миномётная бригада реактивной артиллерии - 23-я гвардейская миномётная бригада реактивной артиллерии - 22-я артиллерийская дивизия - 13-я лёгкая артиллерийская бригада - 59-я пушечная артиллерийская бригада - 63-я гаубичная артиллерийская бригада - 26-я артиллерийская дивизия - 75-я лёгкая артиллерийская бригада - 72-я пушечная артиллерийская бригада - 77-я гаубичная артиллерийская бригада - 24-я миномётная бригада - 31-я зенитная артиллерийская дивизия - 1376-й зенитный артиллерийский полк - 1380-й зенитный артиллерийский полк - 1386-й зенитный артиллерийский полк - 1392-й зенитный артиллерийский полк - 44-я зенитная артиллерийская дивизия - 508-й зенитный артиллерийский полк - 708-й зенитный артиллерийский полк - 710-й зенитный артиллерийский полк - 1274-й зенитный артиллерийский полк - Бригады - 9-я артиллерийская бригада ПТО - 10-я артиллерийская бригада ПТО - 8-я гвардейская миномётная бригада реактивной артиллерии - 9-я гвардейская миномётная бригада реактивной артиллерии - Полки - 3-й гвардейский миномётный полк реактивной артиллерии - 11-й гвардейский армейский артиллерийский полк - 22-й гвардейский миномётный полк реактивной артиллерии - 26-й гвардейский миномётный полк реактивной артиллерии - 27-й гвардейский миномётный полк реактивной артиллерии | - 37-й гвардейский миномётный полк реактивной артиллерии - 39-й гвардейский миномётный полк реактивной артиллерии - 81-й гвардейский тяжёлый миномётный полк реактивной артиллерии - 82-й гвардейский тяжёлый миномётный полк реактивной артиллерии - 90-й гвардейский миномётный полк реактивной артиллерии - 92-й гвардейский миномётный полк реактивной артиллерии - 95-й гвардейский миномётный полк реактивной артиллерии - Отдельный артиллерийский полк ПТО майора Богданова - 102-й миномётный полк - 105-й миномётный полк - 110-й гаубичный артиллерийский полк большой мощности - 116-й миномётный полк - 121-й миномётный полк - 151-й пушечный артиллерийский полк - 167-й миномётный полк - 191-й гаубичный артиллерийский полк большой мощности - 229-й гаубичный артиллерийский полк - 231-й гаубичный артиллерийский полк - 264-й корпусной артиллерийский полк - 270-й корпусной артиллерийский полк - 279-й миномётный полк - 305-й гаубичный артиллерийский полк - 315-й гаубичный артиллерийский полк - 382-й гаубичный артиллерийский полк - 395-й гаубичный артиллерийский полк - 429-й гаубичный артиллерийский полк - 438-й истребительно-противотанковый артиллерийский полк - 448-й корпусной артиллерийский полк - 467-й лёгкий артиллерийский полк - 481-й миномётный полк - 613-й корпусной артиллерийский полк - 614-й корпусной артиллерийский полк - 615-й корпусной артиллерийский полк - 643-й пушечный артиллерийский полк - 698-й артиллерийский полк ПТО - 719-й артиллерийский полк ПТО - 759-й артиллерийский полк ПТО - 841-й гаубичный артиллерийский полк - 1040-й истребительно-противотанковый артиллерийский полк - 1179-й истребительно-противотанковый артиллерийский полк - 1199-й гаубичный артиллерийский полк большой мощности - 1235-й пушечный артиллерийский полк - 1275-й зенитный артиллерийский полк - 1321-й истребительно-противотанковый артиллерийский полк | - Дивизионы и другие отдельные формирования - 11-й отдельный зенитный артиллерийский дивизион - 19-й отдельный зенитный артиллерийский дивизион - 23-й отдельный зенитный артиллерийский дивизион - 32-й отдельный гвардейский миномётный дивизион реактивной артиллерии - 46-й отдельный гвардейский миномётный дивизион реактивной артиллерии - 111-й отдельный зенитный артиллерийский дивизион - 242-й отдельный зенитный артиллерийский дивизион - 246-й отдельный зенитный артиллерийский дивизион - 247-й отдельный зенитный артиллерийский дивизион - 442-й отдельный зенитный артиллерийский дивизион - 443-й отдельный зенитный артиллерийский дивизион - 513-й отдельный гвардейский тяжёлый миномётный дивизион реактивной артиллерии - 514-й отдельный гвардейский тяжёлый миномётный дивизион реактивной артиллерии - 541-й отдельный гвардейский тяжёлый миномётный дивизион реактивной артиллерии - 542-й отдельный гвардейский тяжёлый миномётный дивизион реактивной артиллерии - 543-й отдельный гвардейский тяжёлый миномётный дивизион реактивной артиллерии - 544-й отдельный гвардейский тяжёлый миномётный дивизион реактивной артиллерии |

#### Танковые и механизированные соединения
| Корпуса - 1-й механизированный корпус - 3-й механизированный корпус Дивизии - 2-я танковая дивизия - 3-я танковая дивизия - 5-я танковая дивизия - 84-я моторизованная дивизия - 202-я моторизованная дивизия Бригады - 33-я танковая бригада - 60-я танковая бригада - 69-я танковая бригада - 83-я танковая бригада - 117-я танковая бригада Отдельные полки - 3-й отдельный гвардейский танковый полк - 8-й отдельный гвардейский танковый полк - 11-й отдельный гвардейский танковый полк - 12-й отдельный гвардейский танковый полк - 42-й отдельный танковый полк - 56-й отдельный танковый полк - 58-й отдельный танковый полк - 167-й отдельный танковый полк - 225-й отдельный танковый полк - 227-й отдельный танковый полк - 231-й отдельный танковый полк - 239-й отдельный танковый полк - 249-й отдельный танковый полк - 253-й отдельный танковый полк | Отдельные танковые батальоны - 41-й отдельный танковый батальон - 85-й отдельный танковый батальон - 87-й отдельный танковый батальон - 103-й отдельный танковый батальон - 110-й отдельный танковый батальон - 123-й отдельный танковый батальон - 150-й отдельный танковый батальон - 161-й отдельный танковый батальон - 238-й отдельный танковый батальон - 411-й отдельный танковый батальон - 470-й отдельный танковый батальон - 471-й отдельный танковый батальон - 411-й отдельный танковый батальон - 482-й отдельный танковый батальон - 483-й отдельный танковый батальон - 513-й отдельный танковый батальон - 514-й отдельный танковый батальон Отдельные самоходные полки - 1444-й самоходно-артиллерийский полк - 1538-й самоходно-артиллерийский полк Аэросанные части - 11-й отдельный аэросанный батальон - 24-й отдельный аэросанный батальон - 27-й отдельный аэросанный батальон - 34-й отдельный аэросанный батальон |

#### Авиация
Авиация была сведена в управление ВВС армии.
Дивизии
- 7-я смешанная авиационная дивизия
- 57-я смешанная авиационная дивизия

Полки
- 21-й гвардейский истребительный авиационный полк
- 38-й истребительный авиационный полк
- 161-й истребительный авиационный полк
- 517-й истребительный авиационный полк
- 645-й лёгкий бомбардировочный авиационный полк
- 674-й лёгкий бомбардировочный авиационный полк
- 676-й лёгкий бомбардировочный авиационный полк
- 677-й смешанный авиационный полк

#### Инженерные и сапёрные формирования
| Бригады - 13-я инженерно-минная бригада Полки - 4-й понтонно-мостовой полк - 30-й понтонно-мостовой полк Батальоны - 15-й отдельный инженерный батальон - 25-й отдельный инженерный батальон - 28-й отдельный инженерный батальон - 38-й отдельный инженерный батальон - 50-й отдельный инженерный батальон - 55-й отдельный моторизованный понтонно-мостовой батальон - 85-й отдельный понтонно-мостовой батальон - 86-й отдельный понтонно-мостовой батальон - 92-й отдельный понтонно-мостовой батальон - 101-й отдельный понтонно-мостовой батальон | - 131-й отдельный понтонно-мостовой батальон - 161-й отдельный инженерный батальон - 163-й отдельный инженерный батальон - 166-й отдельный инженерный батальон - 202-й отдельный сапёрный батальон - 202-й отдельный инженерный батальон - 223-й отдельный инженерный батальон - 277-й отдельный инженерный батальон - 284-й отдельный инженерный батальон - 386-й отдельный инженерный батальон - 741-й отдельный инженерный батальон - 1259-й отдельный сапёрный батальон - 1316-й отдельный сапёрный батальон - 1390-й отдельный сапёрный батальон - 1391-й отдельный сапёрный батальон - 1391-й отдельный сапёрный батальон - 1732-й отдельный инженерный батальон |

### Помесячный боевой состав армии
| Дата (в составе фронта)            | Стрелковые и кавалерийские соединения | Артиллерийские и миномётные соединения | Танковые и механизированные соединения                              | Авиация                         | Инженерные и сапёрные части                      | Огнемётные части |
| ---------------------------------- | --- | --- | ------------------------------------------------------------------- | ------------------------------- | ------------------------------------------------ | ---------------- |
| 22.06.1941 (Северо-Западный фронт) | 16 ск (5, 33, 188 сд), 29 ск (179, 184 сд), 23, 126, 128 сд, 42 (Шауляйский), 46 (Тельшайский), 45 УР                                           | 10 арт. бригада ПТО, 270, 448, 615 кап, 110 гап б/м и 429 гап РГК, 19, 247 озад | 3 мк (2, 5 тд, 84 мд, 5 мцп)                                        | -                               | 38 оиб                                           | -                |
| 01.07.1941 (Северо-Западный фронт) | 16 ск (5, 33, 188 сд), 41 ск (111, 118, 235 сд), 90, 126, 128 сд, 42 УР                                                                         | 10 арт. бригада ПТО, 448 кап, 110 гап б/м, 429 гап РГК, 19 озад | 1 мк (3 тд, 163 мд, 5 мцп), 202 мд                                  | -                               | 38 оиб                                           | -                |
| 10.07.1941 (Северо-Западный фронт) | 16 ск (70, 237 сд), 41 ск (111, 118, 235 сд), 22 ск (180, 182 сд), 183 сд                                                                       | 9 арт. бригада ПТО, 614 кап, 698 ап ПТО | 1 мк (3 тд, 163 мд, 5 мцп)                                          | -                               | 4 и 30 пмп                                       | -                |
| 01.08.1941 (Северо-Западный фронт) | 22 ск (180, 182, 254 сд), 24 ск (181, 183 сд), 398 сп (118 сд), 21 и 28 мсп                                                                     | 264, 613, 614 кап, 698 ап ПТО, отд. ап ПТО (майора Богданова), 111 озад | 202, 163 мд, 5 мцп, 41 отб                                          | -                               | 28, 38 оиб                                       | -                |
| 01.09.1941 (Северо-Западный фронт) | 180, 182, 183, 202, 254 сд, 21 мсп | 9 арт. бригада ПТО, 614 кап, 698 ап ПТО, 11, 23 озад | 87, 110 отб                                                         | 7 сад                           | 28, 38 оиб, 202 осб                              | -                |
| 01.10.1941 (Северо-Западный фронт) | 180, 182, 183, 202, 254 сд, 21 мсп | 9 арт. бригада ПТО, 614 кап, 698 ап ПТО, 11, 23 озад | 87, 110 отб                                                         | 7 сад                           | 28, 38 оиб, 202 осб                              | -                |
| 01.11.1941 (Северо-Западный фронт) | 26, 84, 182, 202, 254 сд | 264, 614 ап РВГК, 3 гв. мп | 103 отб                                                             | -                               | 28, 38 оиб, 202 осб                              | -                |
| 01.12.1941 (Северо-Западный фронт) | 26, 84, 182, 202, 254 сд | 264 пап, 614 ап РВГК, 698 ап ПТО, 2/3 гв. мп | 103 отб                                                             | -                               | 28, 38 оиб, 202 осб                              | -                |
| 01.01.1942 (Северо-Западный фронт) | 84, 180, 182, 188, 254 сд | 264, 614 ап, 46 огв. мдн | 103, 150, 161 отб                                                   | -                               | 25 оиб, 202, 1390, 1391 осб                      | -                |
| 01.02.1942 (Северо-Западный фронт) | 84, 180, 182, 188, 254 сд, 25, 26, 27, 28, 29, 30, 31, 32, 70, 71 олыжб                                                                         | 264, 614 ап, 759 ап ПТО, 32, 46 огв. мдн, 19 озадн | 103, 150, 161 отб, 24 оаэсб                                         | 57 сад                          | 25, 38 оиб, 202, 1390, 1391 осб                  | -                |
| 01.03.1942 (Северо-Западный фронт) | 84, 180, 182, 188, 384 сд, 56 сбр, 25, 26, 27, 28, 29 олыжб                                                                                     | 11 гв., 264 пап, 759 ап ПТО, 46 огв. мдн | 103, 150, 161 отб, 10, 11, 14, 27, 34 оаэсб                         | 161 иап, 674, 676 лбап          | 25, 38, 202 оиб, 1316 осб                        | -                |
| 01.04.1942 (Северо-Западный фронт) | 26, 84, 182, 188, 254, 384 сд, 46, 50, 56 сбр, 62, 84 морские сбр, 25, 27, 234, 240, 271, 272 олыжб                                             | 11 гв., 264, 643 пап, 841 гап, 759 ап ПТО, 167 минп, 46 огв. мдн, 228/27 гв. мп | 85, 103, 150, 161 отб                                               | 161 иап, 674 лбап               | 25, 38, 202 оиб, 1316 осб                        | -                |
| 01.05.1942 (Северо-Западный фронт) | 26, 55, 84, 182, 188, 200, 202, 254, 282, 370, 384 сд, 46, 52, 116, 144, 157, 161 сбр, 62, 74, 84 морские сбр, 25, 27, 240, 248, 271, 272 олыжб | 11 гв., 264 аап, 191, 1199 гап б/м, 305, 382 гап, 643, 841 пап, 719, 759 ап ПТО, 22, 27, 39 гв.мп, 105, 167 минп, 46 огв. мдн, 242, 246 озадн                                                | 83 тбр, 85, 123, 150, 161, 238, 470, 471, 482, 483 отб              | 38, 161, 517 иап, 645, 674 лбап | 25, 38, 202, 1391 оиб, 86 пмб, 1316, 1732 осб    | -                |
| 01.06.1942 (Северо-Западный фронт) | 26, 55, 200, 202, 282, 370 сд, 52, 116, 126, 127, 133, 144, 145, 151, 157, 161 сбр, 90 УР                                                       | 264 аап, 191 гап б/м, 305, 382 гап, 643, 841 пап, 467 лап, 105, 116, 121 минп, 22, 39 гв. мп, 242 озадн                                                                                      | 69 тбр, 150, 161, 238, 470, 471, 482 отб                            | 21 гв., 645 лбап                | 12, 112 оиб                                      | -                |
| 01.07.1942 (Северо-Западный фронт) | 50, 200, 202, 282, 370 сд, 116, 126, 127, 133, 144, 145, 151, 161 сбр, 90 УР                                                                    | 264 аап, 643, 841 пап, 305, 382 гап, 467 лап, 105, 116, 121 минп, 22, 39 гв. мп, 242 озадн                                                                                                   | 69 тбр, 150, 161, 470, 471, 482 отб                                 | -                               | 15, 202 оиб, 54, 101 пмб, 1316, 1391 осб         | -                |
| 01.08.1942 (Северо-Западный фронт) | 22 и 28 гв., 55, 170, 200, 202, 282, 370 сд, 126, 127, 133, 144, 145, 151, 161 сбр, 333, 359 опаб                                               | 264 аап, 643, 841, 1235 пап, 305, 382, 429 гап, 458, 467 иптап, 105, 116 минп, 22, 26 и 39 гв. мп, 81, 82 гв. тмп, 442 озадн                                                                 | 33, 60, 117 тбр, 150, 161, 470, 471, 482 отб                        | -                               | 15, 202 оиб, 54 пмб, 1259, 1316, 1391 осб        | -                |
| 01.09.1942 (Северо-Западный фронт) | 22 и 28 гв., 55, 170, 200, 201, 202, 282, 370, 384 сд, 126, 127, 144 сбр                                                                        | 264 аап, 305, 382, 429 гап, 643, 841, 1235 пап, 467 иптап, 105, 116 минп, 22 и 26 гв. мп, 82 гв. тмп, 443 озадн                                                                              | 60 тбр, 150, 161, 411, 470, 482 отб                                 | -                               | 15, 202, 1391 оиб, 54 пмб, 1259, 1316 осб        | -                |
| 01.10.1942 (Северо-Западный фронт) | 22 и 28 гв., 55, 200, 202, 282, 370, 384 сд, 126, 127 сбр                                                                                       | 264 аап, 305, 382 гап, 841, 1235 пап, 467 иптап, 105, 116 минп, 22, 26 (без 227 д-на) гв. мп, 82 гв. тмп (без 82 д-на)                                                                       | 60 тбр, 150, 161, 411, 482 отб                                      | -                               | 15, 202, 277, 284, 1391 оиб, 54 пмб              | -                |
| 01.11.1942 (Северо-Западный фронт) | 22, 28 и 43 гв., 55, 170, 200, 202, 282, 370, 384 сд, 126, 127, 133, 144, 151 сбр                                                               | 264 аап, 191 гап б/м, 229, 231, 305, 315, 382, 429 гап, 643, 841, 1235 пап, 467 иптап, 102, 105, 116 минп, 22, 26, 39 гв. мп, 82 гв. тмп, 513, 514, 541, 542, 543, 544 огв. тмдн, 1274 зенап | 60 тбр, 161, 411, 482 отб                                           | -                               | 202, 277, 284 оиб                                | -                |
| 01.12.1942 (Северо-Западный фронт) | 28 и 43 гв., 26, 170, 202, 253, 282, 370, 384 сд, 126, 133, 144, 151 сбр, 40 лыжбр                                                              | 191 гап б/м, 231, 305, 315, 382, 429 гап, 643, 841, 1235 пап, 467 иптап, 102, 105, 116 минп, 22, 26, 39 гв. мп, 82 гв. тмп, 513, 514, 541, 542, 543, 544 огв. тмдн, 1274 зенап               | 60, 83 тбр, 3 гв., 239, 249 отп, 161, 411, 482 отб                  | -                               | 50, 161, 163, 166, 202, 223, 277 оиб, 54, 92 пмб | -                |
| 01.01.1943 (Северо-Западный фронт) | 12 гв. ск (управление), 28 и 43 гв., 26, 55, 170, 202, 253, 282, 370 сд, 20, 87, 126, 144, 151 сбр, 40 лыжбр                                    | 26 ад (75 лабр, 72 пабр, 77 габр, 24 минбр), 11 гв., 1235 аап, 191 гап БМ, 481 минп, 9 огв. мбр, 26 гв. мп (без 225 д-на), 22, 39 гв. мп, 82 гв. тмп, 44 зенад (508, 708, 710, 1274 зенап)   | 260, 83 тбр, 3, 11 и 12 гв., 56, 58, 239 отп, 85, 482, 513, 514 отб | 677 сап                         | 50, 202, 223, 277 оиб, 54 пмб                    | -                |
| 01.02.1943 (Северо-Западный фронт) | 12 гв. ск (26, 202, 282 сд), 28 и 43 гв., 55, 163, 188, 254, 370 сд, 20, 87, 126 сбр, 40 лыжбр                                                  | 26 ад (75 лабр, 72 пабр, 77 габр, 24 минбр), 11 гв. аап, 1235 пап, 191 гап БМ, 481 минп, 8 огв. мбр, 22, 26, 39 гв. мп, 44 зенад (508, 708, 710, 1274 зенап)                                 | 60 тбр, 3 гв., 56, 227, 239 отп, 514 отб                            | -                               | 13 иминбр, 50, 202, 223, 277 оиб, 54 пмб         | -                |
| 01.03.1943 (Северо-Западный фронт) | 163, 188, 200, 254 сд, 15, 20, 87, 126, 147 сбр                                                                                                 | 26 ад (75 лабр, 72 пабр, 77 габр, 24 минбр), 1235 пап, 191 гап БМ, 481 минп, 39, 95 гв. мп, 44 зенад (508, 708, 710, 1274 зенап)                                                             | 60 тбр, 3 гв., 56, 227, 239 отп, 514 отб                            | -                               | 13 иминбр, 202, 223, 277 оиб, 54 пмб             | -                |
| 01.04.1943 (Северо-Западный фронт) | 163, 188, 200 сд, 20, 126, 147 сбр | 151 пап, 395 гап, 1040 иптап, 279, 481 минп, 508 зенап (44 зенад) | 60 тбр, 56, 227 отп, 514 отб                                        | -                               | 202, 277 оиб, 54 пмб                             | -                |
| 01.05.1943 (Резерв Ставки ВГК)     | 77 и 80 гв., 96, 135, 260, 273, 308 сд | 1179, 1321 иптап, 481 минп | -                                                                   | -                               | 202, 277 оиб                                     | -                |
| 01.06.1943 (Резерв Ставки ВГК)     | 4, 96, 135, 197, 260, 273, 323, 369 сд | 1179, 1321 иптап, 481 минп, 90 гв. мп | -                                                                   | -                               | 202, 277 оиб                                     | -                |
| 01.07.1943 (Резерв Ставки ВГК)     | 53 ск (135, 197, 369 сд), 4, 96, 260, 273, 323 сд                                                                                               | 1179, 1321 иптап, 481 минп, 90 гв. мп, 31 зенад (1376, 1380, 1386, 1392 зенап) | 225 отп                                                             | -                               | 202, 277 оиб                                     | -                |
| 01.08.1943 (Брянский фронт)        | 53 ск (135, 197, 369 сд), 4, 96, 260, 273, 323 сд                                                                                               | 1179, 1321 иптап, 481 минп, 90 гв. мп, 31 зенад (1376, 1380, 1386, 1392 зенап) | 8 гв., 42, 225 отп                                                  | -                               | 202, 277 оиб, 85 пмб                             | -                |
| 01.09.1943 (Брянский фронт)        | 25 ск (197, 323 сд), 46 ск (4, 238, 273 сд), 53 ск (96, 135, 186, 260 сд), 369 сд                                                               | 1179, 1321 иптап, 481 минп, 90 гв. мп, 31 зенад (1376, 1380, 1386, 1392 зенап) | 142, 231 отп                                                        | -                               | 202, 277, 344, 738 оиб                           | -                |
| 01.10.1943 (Брянский фронт)        | 25 ск (197, 217, 323 сд), 53 ск (4, 96, 260, 273 сд)                                                                                            | 1179 иптап, 481 минп, 31 зенад (1376, 1380, 1386, 1392 зенап) | 42, 231, 253 отп, 1444 сап                                          | -                               | 202, 277 оиб                                     | -                |
| 01.11.1943 (Брянский фронт)        | 25 ск (4, 217, 273 сд), 53 ск (96, 197, 260, 323 сд)                                                                                            | 1179 иптап, 481 минп, 31 зенад (1376, 1380, 1386, 1392 зенап) | 42, 231, 253 отп, 1444 сап                                          | -                               | 202, 277 оиб                                     | -                |
| 01.12.1943 (Белорусский фронт)     | 25 ск (4, 217, 273 сд), 53 ск (96, 197, 260, 323 сд)                                                                                            | 22 ад (13 лабр, 59 пабр, 63 габр), 5 гв. мд (16, 22 и 23 гв. мбр), 1179 иптап, 481 минп, 37 и 92 гв. мп, 31 зенад (1376, 1380, 1386, 1392 зенап)                                             | 231, 253 отп, 1444 сап                                              | -                               | 84, 202, 277, 386, 741 оиб, 131 пмб              | -                |